# كونراد أوستروالدر
كونراد أوستروالدر (من مواليد 3 يونيو 1942) عالم رياضيات وفيزيائي سويسري، ووكيل الأمين العام السابق للأمم المتحدة، والرئيس السابق لجامعة الأمم المتحدة، والرئيس الفخري المعهد الفدرالي السويسري للتكنولوجيا في زيورخ. وهو معروف بنظرية أوستروالدر شريدر.

## روابط خارجية
- اليونسكو
- نادي روما
- جامعة آرثر جافي هارفارد
- بيان صحفي للأمم المتحدة
- ماكجيل
- جائزة الألفية للتكنولوجيا
- سيستم اكس
- أخبار كاتوليكا
- خطاب جائزة ماتيو ريتشي[وصلة مكسورة]
- ميدالية ليوناردو دافنشي
- مشروع علم الأنساب الرياضي